# (2796) Kron
(2796) Kron es un asteroide perteneciente al cinturón de asteroides descubierto por Edward L. G. Bowell desde la Estación Anderson Mesa, en Flagstaff, Estados Unidos, el 13 de marzo de 1980.

## Designación y nombre
Kron fue designado al principio como 1980 EC.
Más adelante, en 1984, se nombró en honor del astrónomo estadounidense Gerald E. Kron (1913-2012).

## Características orbitales
Kron orbita a una distancia media de 2,643 ua del Sol, pudiendo alejarse hasta 2,936 ua y acercarse hasta 2,351 ua. Tiene una excentricidad de 0,1108 y una inclinación orbital de 14 grados. Emplea en completar una órbita alrededor del Sol 1570 días.

## Características físicas
La magnitud absoluta de Kron es 12,1 y el periodo de rotación de 23,04 horas.